# Животът на Жоро
„Животът на Жоро“ е български ситком, който е спиноф на оригиналния сериал „Съни бийч“ и се излъчва премиерно по bTV Comedy на 22 май 2023 г. и завършва на 2 юни. Излъчва се всяка делнична вечер от 23:00 ч. Епизодите са достъпни и в стрийминг платформата VOYO. В сериала участва Даниел Пеев – Дънди (който повтаря ролята си на Жоро), а ролите на родителите му са поверени на Пламен Пеев и Красимира Демирова.

## Актьорски състав
- Даниел Пеев-Дънди – Жоро[3]
- Красимира Демирова – Нора, майката на Жоро[3]
- Пламен Пеев – Петко, бащата на Жоро[3]
- Нено Койнарски – Симеон
- Яна Кузова – Теодора[3]
- Йонислав Йотов-Тото – побойник 1[3]
- Веселин Дулев-Дули – побойник 2
- Мирон Крумов – полицай
- Мартина Пенева – Албена[3]